# 메티스 (위성)

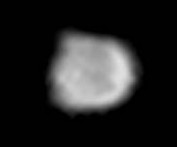
갈릴레오 탐사선이 촬영한 메티스.

메티스(영어: Metis/ˈmiːtɪs/, 그리스어: Μήτις)는 목성의 위성으로, 목성의 위성 중 목성과 가장 가깝다. 메티스는 1979년 보이저 1호가 찍은 사진 속에서 발견되었으며, 1983년에 제우스의 첫 부인인 메티스의 이름을 따 이름붙여졌다. 이후 1996년 초부터 2003년 9월까지 갈릴레오 탐사선이 메티스를 촬영해 지구로 보내왔다.
메티스의 모습은 가로 방향 지름이 세로 방향보다 2배 길 정도로 불규칙하다. 메티스는 목성에 조석 고정되어 있으며, 목성의 자전 주기보다 자신의 공전 주기가 더 짧아, 목성에서는 하루에 메티스가 2번 뜨는 모습도 관측할 수 있다. 메티스는 목성의 주 고리를 형성하며, 동시에 양치기 위성이기도 하다.

## 발견 및 관측
메티스는 1979년 스티븐 시넛이 보이저 1호가 촬영한 사진 속에서 찾아냈으며, 임시 이름 S/1979 J 3을 부여받았다. 그 후 1983년, 위성의 이름은 공식적으로 메티스로 확정되었으며, 이름의 유래는 그리스 신화에서 티탄족이자 제우스의 첫 아내인 메티스이다.
보이저 1호의 사진에는 메티스가 점으로밖에 나오지 않았기 때문에, 갈릴레오 탐사선이 목성에 도착하기 전까지는 메티스에 관해 알려진 것이 거의 없었다. 1998년 갈릴레오 탐사선은 목성에 도착한 후, 메티스의 표면 거의 전체를 촬영하였으며 구성성분 일부를 분석했다.
2016년 목성에 도착한 주노 탐사선은 목성 그 자체를 연구하는 데 주력하고 있지만, 여건이 허락된다면 메티스와 아드라스테아도 촬영할 수 있으리라 기대되고 있다.

## 물리적 성질
메티스의 크기는 60×40×34 km로, 4개 내부 위성들 중 2번째로 작다. 메티스의 표면적은 5,800 ~ 11,600 km2 사이로 추정된다. 메티스의 구성 성분과 질량은 아직 알려진 바가 없지만, 평균 밀도는 아말테아와 비슷하게 0.86 g/cm3이라고 예상된다. 이 추정 밀도에 따르면 메티스의 질량은 약 3.6×1016 kg이며 얼음의 공극률은 10 ~ 15%이다.
메티스의 표면에는 충돌구가 많고, 대체로 어두운 편이며 붉은색을 띈다. 또한 순행 반구 가 역행 반구 보다 1.3배 밝은데, 두 반구 사이에 밝기가 다른 이유는 과거에 순행 반구에 많은 운석들이 떨어졌고, 이 때문에 위성 내부의 밝은 물질(주로 얼음)이 노출되었기 때문이라고 추정된다.

## 궤도
메티스는 목성의 내부 위성 중 가장 안쪽에 있으며, 목성과의 거리는 약 128,000 km(목성 반지름의 1.79배)로 목성 주 고리 내부에 위치한다. 메티스의 궤도 이심률과 궤도 경사는 각각 0.0002, 0.06°로 매우 작다.
메티스는 목성에 조석 고정되어 있기 때문에, 달처럼 목성에 항상 같은 면을 보여준다. 이 때 가로 방향(긴 쪽)이 목성을 바라본다. 또한 메티스가 조석 고정되어 있기 때문에, 조석 감속 현상에 의해 메티스의 궤도는 서서히 붕괴되고 있는 중이다. 메티스는 목성의 로슈 한계 안쪽에 있지만, 메티스가 부서지지 않고 있기 때문에 메티스는 강체에 가까움을 알 수 있다.
메티스의 공전 속도는 31.5 km/s로, 목성의 위성들 중 가장 공전 속도가 빠르다.

## 목성 고리와의 관계
메티스의 궤도는 주 고리 내부 1000 km 지점이며, 궤도 주변에는 폭 500 km 가량의 간극이 존재한다. 이 간극은 메티스와 분명히 관련이 있어 보이지만, 어떻게 간극이 형성되었는지는 아직도 불명확하다.
메티스는 고리에 먼지를 공급함으로서 고리를 유지시키고, 이 먼지들은 메티스에 운석이 떨어질 때 날아간 먼지들로 추정된다. 메티스의 밀도가 낮기 때문에 메티스의 힐 권 경계는 표면과 아주 가까우며, 따라서 한 번 먼지가 떨어져나가면 다시 메티스로 돌아오지 않을 가능성이 크다.

## 같이 보기
- 목성의 내부 위성
  - 아드라스테아
  - 아말테아
  - 테베
- 목성의 고리